# Vînohradne (Ciumakî), Dnipro
Vînohradne (în ucraineană Виноградне) este un sat în comuna Ciumakî din raionul Dnipro, regiunea Dnipropetrovsk, Ucraina.

## Demografie
Componența lingvistică a localității Vînohradne
     Ucraineană (83,33%)
     Rusă (16,67%)
Conform recensământului din 2001, majoritatea populației localității Vînohradne era vorbitoare de ucraineană (83,33%), existând în minoritate și vorbitori de rusă (16,67%).